# Municipio de Morton (condado de Pawnee)
El municipio de Morton (en inglés: Morton Township) es un municipio ubicado en el condado de Pawnee en el estado estadounidense de Kansas. En el año 2010 tenía una población de 55 habitantes y una densidad poblacional de 0,6 personas por km².

## Geografía
El municipio de Morton se encuentra ubicado en las coordenadas 38°13′6″N 99°17′46″O / 38.21833, -99.29611. Según la Oficina del Censo de los Estados Unidos, el municipio tiene una superficie total de 92.38 km², de la cual 92,38 km² corresponden a tierra firme y (0 %) 0 km² es agua.

## Demografía
Según el censo de 2010, había 55 personas residiendo en el municipio de Morton. La densidad de población era de 0,6 hab./km². De los 55 habitantes, el municipio de Morton estaba compuesto por el 100 % blancos. Del total de la población el 0 % eran hispanos o latinos de cualquier raza.